# Ottakringer Brauerei
Ottakringer Brauerei ( [ˈɔtɐˌkʀɪŋɐ] ?) er det sidste store tilbageværende bryggeri i Wien og er beligende i Ottakring, 16. bezirk i byen.

## Historie
Ottakringer Brauerei blev åbnet i 1837 af Heinrich Plank under navnet Planksche Brauerei, efter at det styrende stift i Klosterneuburg havde tilladt ølbryggeri. I 1850 blev firmaet overtaget af fætrene Ignaz og Jakob Kuffner fra Lundenburg, som udvidede det til et stort bryggeri. Inden for ti år blev produktionen øget fra 18.318 hl til 64.183 hl. Da kejser Franz Joseph beordrede bymurene omkring den centrale del af Wien nedlagt, og et stort antal beboelsesbygninger skød frem i området, voksede også Ottakringer Brauerei. En ny gæringskælder og en større lagerbygning kom til virksomheden. Omkring 1890 var produktionen allerede på omkring 170.000 hl. Moriz von Kuffner, søn af Ignaz von Kuffner, overtog bryggeriet i 1882 og øgede produktionen til over 350.000 hl i det sidste år før 1. verdenskrig. Denne mængde nåede bryggeriet ikke igen på noget tidspunkt mellem de to verdenskrige. I 1905, en halv snes år før 1. verdenskrig, gjorde Kuffner bryggeriet til et aktieselskab.